# Yevla
Yevla (o Yeola, Yewle, Yevale) è una città dell'India di 43.205 abitanti, situata nel distretto di Nashik, nello stato federato del Maharashtra. In base al numero di abitanti la città rientra nella classe III (da 20.000 a 49.999 persone).

## Geografia fisica
La città è situata a 20° 1' 60 N e 74° 28' 60 E e ha un'altitudine di 537 m s.l.m..

## Società

### Evoluzione demografica
Al censimento del 2001 la popolazione di Yevla assommava a 43.205 persone, delle quali 22.405 maschi e 20.800 femmine. I bambini di età inferiore o uguale ai sei anni assommavano a 5.974, dei quali 3.209 maschi e 2.765 femmine. Infine, coloro che erano in grado di saper almeno leggere e scrivere erano 31.071, dei quali 17.254 maschi e 13.817 femmine.